# TAM 110 T7 B/BV
TAM 110 T7 B/BV — югославский военный среднетоннажный грузовой автомобиль производства завода Tovarna vozil Maribor. Выпускался серийно с 1976 по 1991 год.

## История
В 1976 году на смену устаревшим моделям автозаводом ТАМ был разработан грузовой автомобиль TAM 110 T7 B/BV. Дизайн автомобиля был основан на невыпущенном в производство немецким грузовиком Magirus-Deutz. Выпускался серийно для нужд Югославской народной армии с 1976 по 1991 год.
Грузовик оснащен 5,88-литровым дизельным двигателем с воздушным охлаждением производства TAM. Установленный под кабиной, двигатель имеет мощность 110 лошадиных сил. Автомобиль предназначен для работы в температурном диапазоне от -30° до +40° С. Грузоподъемность его составляет 1500 кг на пересеченной местности и до 2500 кг на дорогах с твёрдым покрытием. Буксирует прицепы с максимальной массой 1500 кг. В югославской армии TAM 110 применяли как тягачи, штабные, санитарные и ремонтно-эвакуационные машины.